# Oxygène 7-13
Albums de Jean-Michel Jarre
Jarremix
(1995) Odyssey Through O2
(1998)
Singles
1. Oxygène Part 8
Sortie : 1997
2. Oxygène Part 10
Sortie : 1997
3. Oxygène Part 7
Sortie : 1997

Oxygène 7-13 est un album studio de Jean-Michel Jarre, sorti en 1997. 
Ce disque fait suite à Oxygène, l'album à succès de l'artiste, paru en 1976. Une seconde suite, Oxygène 3, qui contient les parties 14 à 20, voit le jour en 2016. Dans le coffret Oxygène Trilogy édité en 2016, Oxygène 7-13 est retitré Oxygène 2.
L'album est dédié à la mémoire de Pierre Schaeffer, mentor de Jean-Michel Jarre au Groupe de recherches musicales, décédé en 1995.

## Composition et enregistrement
L'album est enregistré dans le studio personnel de Jean-Michel Jarre à Croissy-sur-Seine. Initialement, il s'intitulait Oxygène 2 et devait sortir en fin 1996, pour coïncider avec les 20 ans de la sortie du premier album Oxygène. Sous l’influence de son claviériste Francis Rimbert, Jean-Michel Jarre décide finalement d'ajouter un septième morceau. Le titre de l'album est ensuite modifié. Francis Rimbert décrit le processus de création de l'album :

« Jean-Michel m’a appelé pour enregistrer cet album de « retour aux sources » et en fait je suis resté avec lui et Patrick Pelamourgues, enfermé pendant plusieurs mois dans son studio personnel où nous avons réalisé ce CD. J’ai donc eu un rôle de musicien de séances, de collaborateur et d’assistant de production, Patrick, lui, maîtrisant tout le domaine de la prise de son. On a donc construit l’album tous les trois. »

Pour Oxygène 7-13, Jean-Michel Jarre souhaite reprendre le même état d'esprit que pour Oxygène. Tout en gardant l’atmosphère et l’ambiance de l’album de 1976, il privilégie cependant une rythmique ici plus soutenue. Il mêle les synthétiseurs analogiques des années 1970 aux numériques modernes :
Instruments utilisés
- ARP 2600
- Akai MPC3000
- Clavia Nordlead
- Digisequencer
- Eminent 310
- EMS AKS
- EMS VCS3
- Korg Prophecy
- Kurzweil K2000
- Logic Audio
- Mellotron
- Quasimidi Raven  RMI
- Roland JV-90
- Roland TR-808
- Roland DJ-70
- Thérémine
- Yamaha CS-80

## Pochette
La pochette a été réalisée par l'artiste Michel Granger, qui a déjà collaboré avec Jean-Michel Jarre notamment pour Oxygène, Équinoxe, Rendez-Vous et Chronologie.

## Liste des titres
| No | Titre      | Durée |
| -- | ---------- | ----- |
| 1. | Oxygène 7  | 11:41 |
| 2. | Oxygène 8  | 3:54  |
| 3. | Oxygène 9  | 6:13  |
| 4. | Oxygène 10 | 4:16  |
| 5. | Oxygène 11 | 4:58  |
| 6. | Oxygène 12 | 5:36  |
| 7. | Oxygène 13 | 4:23  |

N.B. : sur la version japonaise de l'album figure le morceau Together Now composé avec l’artiste japonais Tetsuya Komuro.